# Mister Ed, il mulo parlante

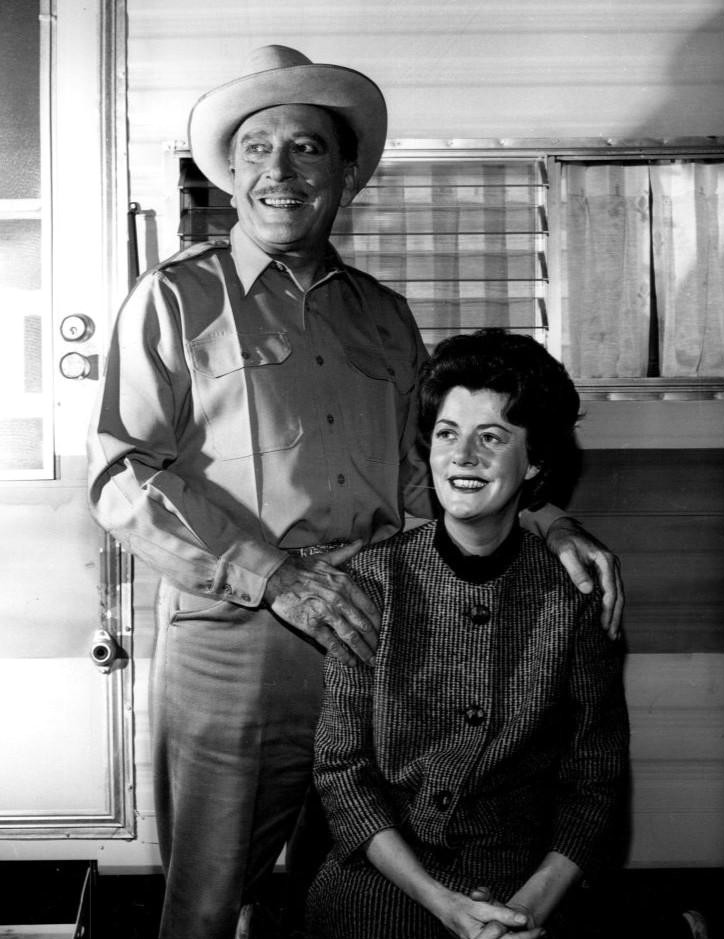
Leon Ames e Florence MacMichael (i Kirkwood).

Mister Ed, il mulo parlante (Mister Ed) è una serie televisiva statunitense in 143 episodi trasmessi per la prima volta nel corso di 6 stagioni dal 1961 al 1966. Nonostante il titolo italiano, l'animale protagonista è un cavallo.

## Trama
Mister Ed è un cavallo American Saddlebred che parla. Il suo padrone è Wilbur Post, un eccentrico ma cordiale architetto sposato con Carole. La coppia ha come vicini gli Addison, Roger e sua moglie Kay. Altri vicini sono il colonnello in pensione ed ex ufficiale comandante di Wilbur Gordon Kirkwood e sua moglie Winnie.

## Personaggi e interpreti

### Personaggi principali
- Wilbur Post (144 episodi, 1961-1966), interpretato da Alan Young.
- Carol Post (144 episodi, 1961-1966), interpretato da Connie Hines.
- Kay Addison (86 episodi, 1961-1964), interpretato da Edna Skinner.
- Roger Addison (81 episodi, 1961-1963), interpretato da Larry Keating.
- Gordon Kirkwood (40 episodi, 1963-1965), interpretato da Leon Ames.
- Winnie Kirkwood (40 episodi, 1963-1965), interpretato da Florence MacMichael.

### Personaggi secondari
- padre di Carol (11 episodi, 1962-1966), interpretato da Barry Kelley.
- Mr. Kramer (8 episodi, 1961-1965), interpretato da James Flavin.
- Paul Fenton (6 episodi, 1961-1964), interpretato da Jack Albertson.
- Charley Grant (6 episodi, 1961-1965), interpretato da Joe Conley.
- dottore (6 episodi, 1961-1964), interpretato da Richard Deacon.
- Frank (5 episodi, 1962-1966), interpretato da Ray Kellogg.
- Mordini (4 episodi, 1961-1965), interpretato da Henry Corden.
- Hogan (4 episodi, 1961-1965), interpretato da Logan Field.
- Dr. Chadkin (4 episodi, 1961-1965), interpretato da Frank Wilcox.
- Charley (4 episodi, 1961-1965), interpretato da Richard Reeves.
- Charlie (4 episodi, 1962-1965), interpretato da Karl Lukas.
- Joe (4 episodi, 1961-1965), interpretato da Ben Welden.
- B.J. (4 episodi, 1965), interpretato da Robert Nunn.
- Bank Teller (4 episodi, 1961-1965), interpretato da Lisabeth Field.
- Joe King (4 episodi, 1961-1963), interpretato da Al Checco.

## Produzione
La serie fu prodotta da Filmways Television e The Mister Ed Company e girata a Hollywood in California. Tra gli sceneggiatori Lou Derman (129 episodi, 1961-1966) e Larry Rhine (52 episodi, 1962-1966). La voce del cavallo nella versione originale è di Allan Lane, attore di film western.
La serie TV deriva da una serie di racconti di Walter R. Brooks, iniziata con The Talking Horse nel 1937. Il concept è simile a quello di Francis, il mulo parlante, in voga negli anni cinquanta, che fu protagonista di diversi film diretti dallo stesso Arthur Lubin, produttore della serie. Il cavallo che interpreta Ed è Bamboo Harvester (1949-1970), addestrato da Les Hilton. Un episodio pilota prodotto nel 1960, dal titolo The Wonderful World of Wilbur Pope, con Scott McKay nel ruolo del protagonista, non fu mai trasmesso. Tra le guest star: Zsa Zsa Gábor, Mae West, Clint Eastwood e Sharon Tate.

### Registi
Tra i registi della serie sono accreditati:
- Arthur Lubin (131 episodi, 1958-1966)
- Ira Stewart (6 episodi, 1962-1965)
- Alan Young (4 episodi, 1965)
- Jus Addiss (2 episodi, 1961-1963)
- Rod Amateau (2 episodi, 1961)

## Distribuzione
La serie fu trasmessa negli Stati Uniti nel 1961 in syndication e dal 1961 al 1966 sulla CBS. La serie È stata poi pubblicata in DVD negli Stati Uniti dalla MGM/UA Home Entertainment nel 2004 in una collezione Best-of in due volumi con 21 episodi nel primo volume e 20 nel secondo. Nel 2009 la Shout! Factory pubblicò poi le prime quattro stagioni integrali in DVD.
Alcune delle uscite internazionali sono state:
- negli Stati Uniti il 4 gennaio 1961 (Mister Ed)
- in Germania Ovest il 7 ottobre 1962
- nei Paesi Bassi il 16 agosto 1964 (Mr. Ed)
- in Francia il 28 marzo 1965 (Monsieur Ed, le cheval qui parle)
- in Polonia (Ed - kon, który mówi)
- in Finlandia (Mister Ed)
- in Italia (Mister Ed, il mulo parlante)

## Remake e curiosità
Nel 2004, un remake fu messo in programma per la rete Fox, con Sherman Hemsley che avrebbe dovuto prestare la voce a Mister Ed, David Alan Basche nel ruolo Wilbur, Sherilyn Fenn in quello di Carol, e con Sara Paxton. Il pilot fu girato, ma la proposta non fu raccolta dalla Fox. Lo sceneggiatore e produttore del remake, Drake Sather, si suicidò poco prima del completamento del pilot.
Nella serie televisiva BoJack Horseman (S.3 E.3) il protagonista visita una casa di riposo per anziani e incontra, anche se solo per pochi istanti, il cavallo protagonista di Ed il mulo parlante.

## Episodi
| Stagione         | Episodi | Prima TV originale |
| ---------------- | ------- | ------------------ |
| Prima stagione   | 26      | 1961               |
| Seconda stagione | 26      | 1961-1962          |
| Terza stagione   | 26      | 1962-1963          |
| Quarta stagione  | 26      | 1963-1964          |
| Quinta stagione  | 26      | 1964-1965          |
| Sesta stagione   | 13      | 1965-1966          |